# لاروشت
لاروشت (به لوکزامبورگی: Fiels) یک شهرداری در استان مرش کشور لوکزامبورگ است که ۱۵٫۴ کیلومترمربع مساحت دارد و جمعیت آن در سال ۲۰۰۹ میلادی ۱۸۲۶ نفر بوده‌است.

## نگارخانه

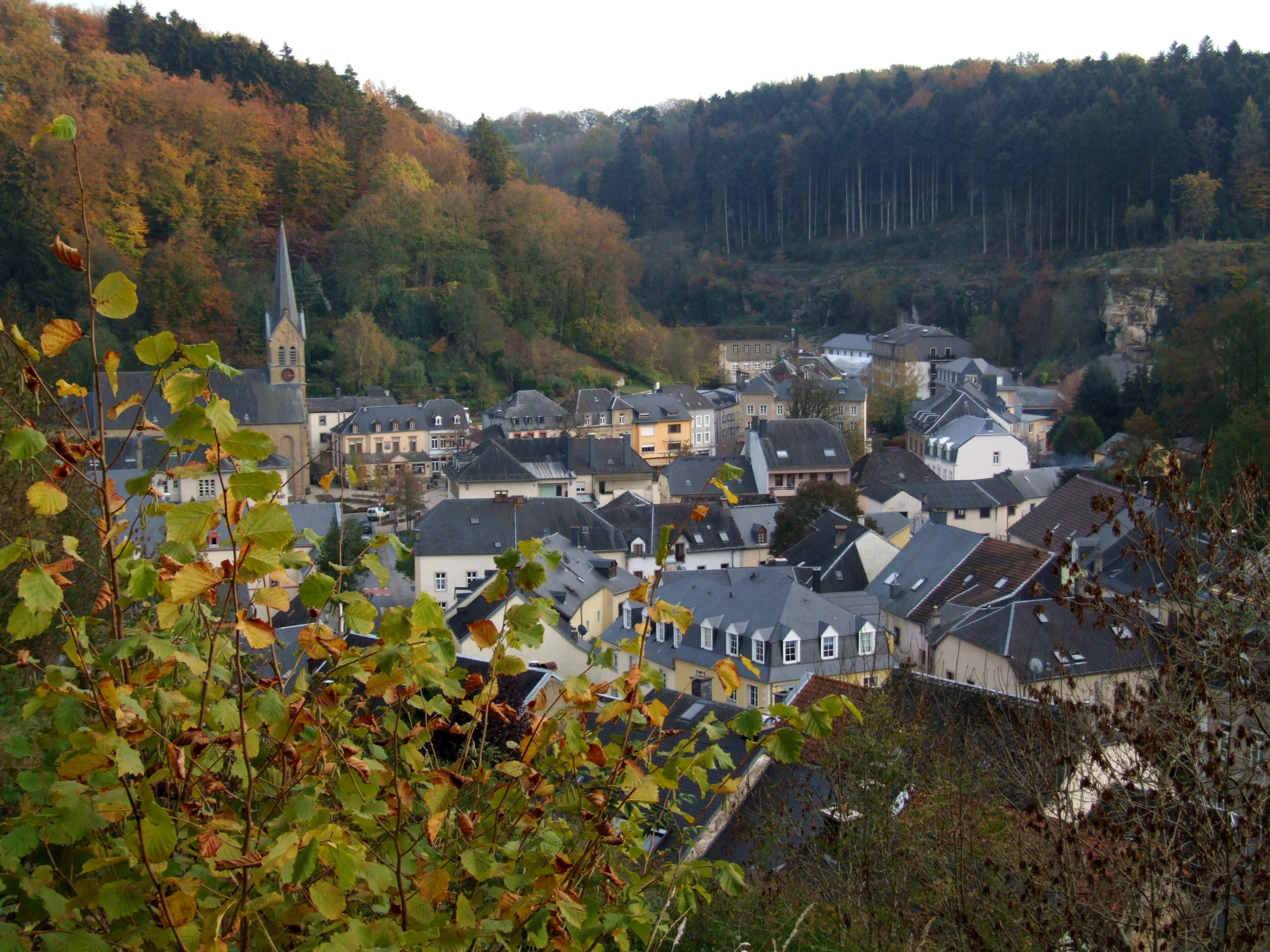
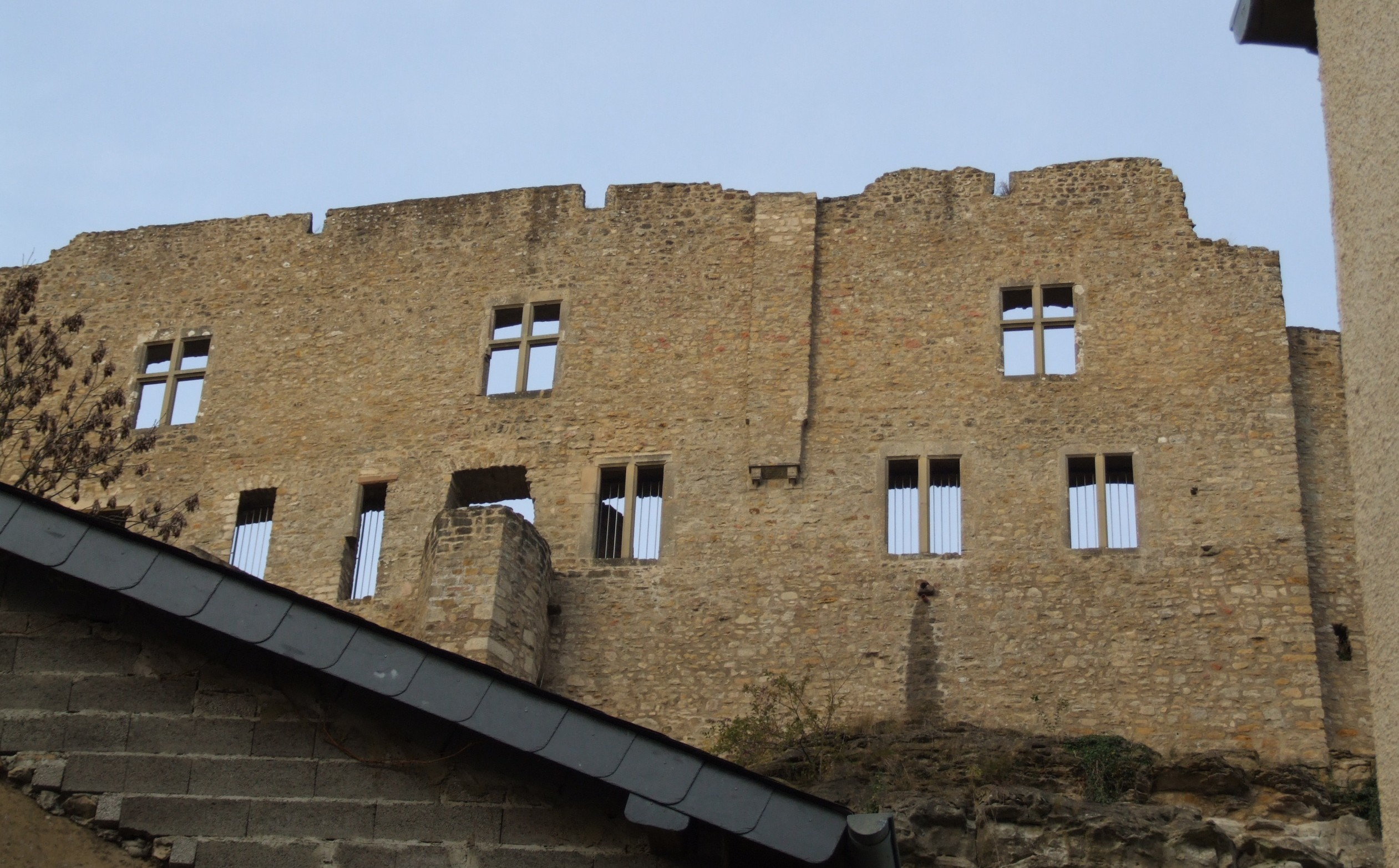
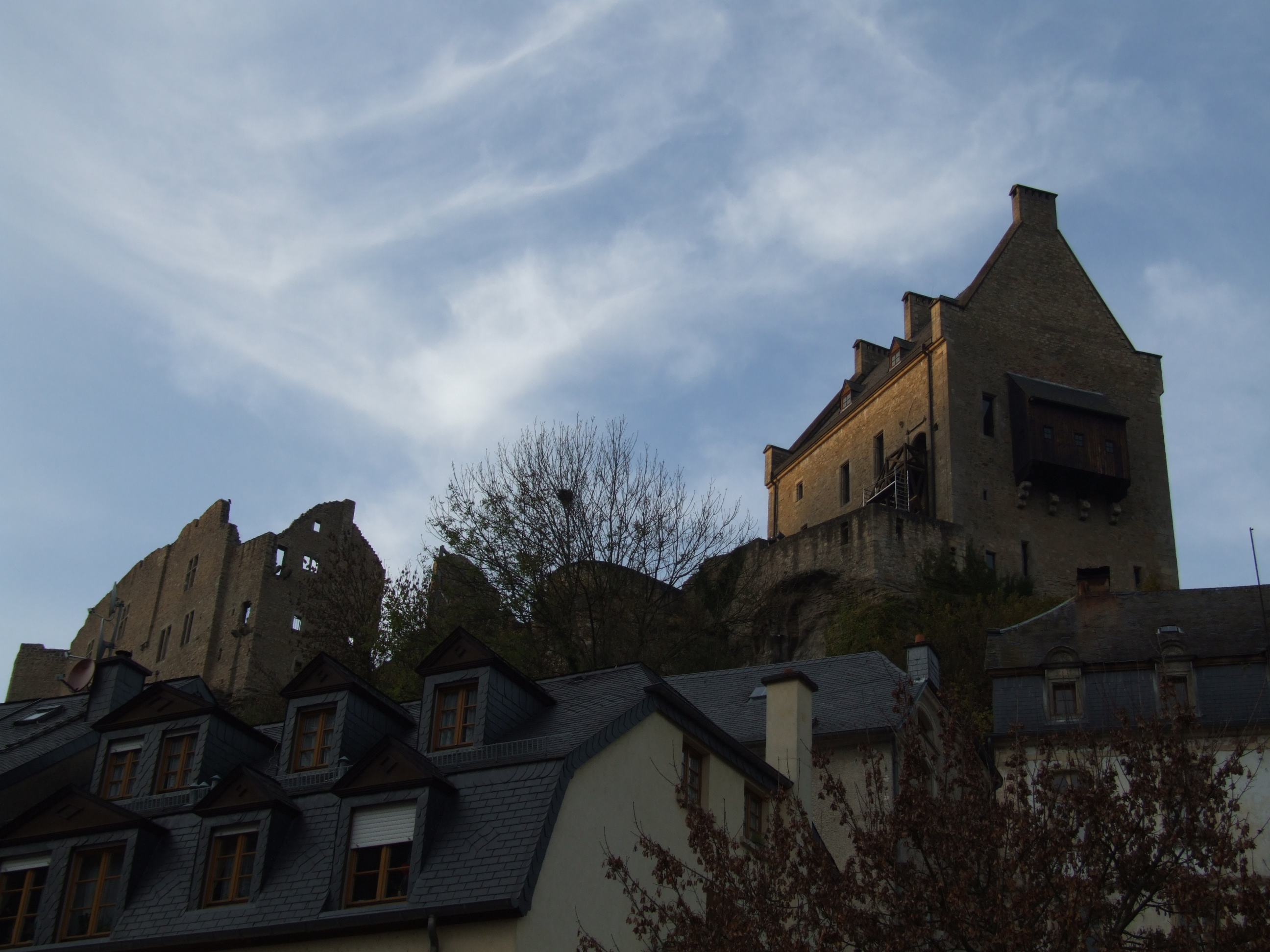